# Талавера, Альфредо
Альфре́до Талаве́ра Ди́ас (исп. Alfredo Talavera Díaz; род. 18 сентября 1982[…], Ла-Барка, Халиско) — мексиканский футболист, вратарь клуба «Хуарес» и национальной сборной Мексики.

## Биография
Альфредо Талавера — воспитанник академии «Гвадалахары». За основной состав клуба он дебютировал в 2003 году (из-за травмы Освальдо Санчеса) и всего за первый сезон он провёл 4 игры в чемпионате Мексики. Параллельно он выступал за одну из молодёжных команд «Гвадалахары», «Тапати́о».
В сезоне 2004/05 Талавера сыграл уже в 8 матчах за основу, но стать основным вратарём команды так и не смог, и продолжал играть за другую дочернюю команду, «Чивас Ла-Пьедад». В сезоне 2005/06 Талавера провёл последние 9 матчей за «Гвадалахару», после чего на 2 сезона отправился в «Тапати́о».
В сезоне 2008/09 Талаверу взял в аренду УАНЛ Тигрес, но за эту команду вратарь сыграл лишь в 3 матчах. Наконец, в 2009 году Талавера перешёл в «Толуку», где довольно быстро влился в основной состав, поскольку травму получил основной голкипер команды, Эрнан Кристанте, ветеран клуба, выступавший за «Толуку» с 1998 года. Талавера пропустил лишь 5 матчей своей команды в чемпионате, а в следующем сезоне и вовсе провёл все игры регулярных турниров Апертуры и Клаусуры.
Уверенная игра Талаверы за «Толуку» привлекла внимание тренеров сборной Мексики. 27 января 2011 года Талавера впервые попал на скамейку запасных национальной команды в товарищеском матче против Боснии и Герцеговины. Дебют же состоялся 26 марта того же года, когда Хосе Мануэль де ла Торре выставил Талаверу в товарищеской игре против Парагвая (победа Мексики 3:1).
Альфредо Талавера был включён в заявку сборной Мексики на Золотой кубок КОНКАКАФ 2011 года в качестве третьего вратаря после Хосе Короны и Гильермо Очоа. Однако Корона был отстранён от сборной после того, как подрался в матче Клаусуры 2011 с соперниками из «Крус Асуля», а допинг-тест Очоа показал в крови наличие кленбутерола и он, с группой партнёров, также был отстранён от сборной. Таким образом, Талавера стал основным вратарём на турнире и помог своей сборной выиграть 6-й титул победителей Золотого кубка.
Попав в заявку сборной Мексики на чемпионат мира 2022 года, Талавера стал самым возрастным участником турнира в Катаре.

## Достижения
- Чемпион Мексики (2): Ап. 2006 (не играл в турнире), Бис. 2010
- Обладатель Золотого кубка КОНКАКАФ: 2011